# Andrena wollastoni
Andrena wollastoni är en biart som beskrevs av Cockerell 1922. Andrena wollastoni ingår i släktet sandbin, och familjen grävbin. Inga underarter finns listade i Catalogue of Life.